# Urek
Urek je priimek več znanih Slovencev:
- Andrej Urek (1794—1855), rimskokatoliški duhovnik, pesnik in šolnik
- Gregor Urek (*1958), agronom
- Jure Urek (*1956), lesarski strokovnjak
- Mojca Urek (*1966), socialna delavka, sociologinja
- Peter Urek, pianist, aranžer
- Stane Urek (1931—1993), športni novinar
- Vida Urek (r. Stanovnik) (*1940), bibliotekarka, dokumentalistka, strok. svetnica ZRC SAZU
- Kristjan Urek, policist,kriminalist,

strokovnjak za varnostne vede   
- Adam Urek